# Schutzmannschaft

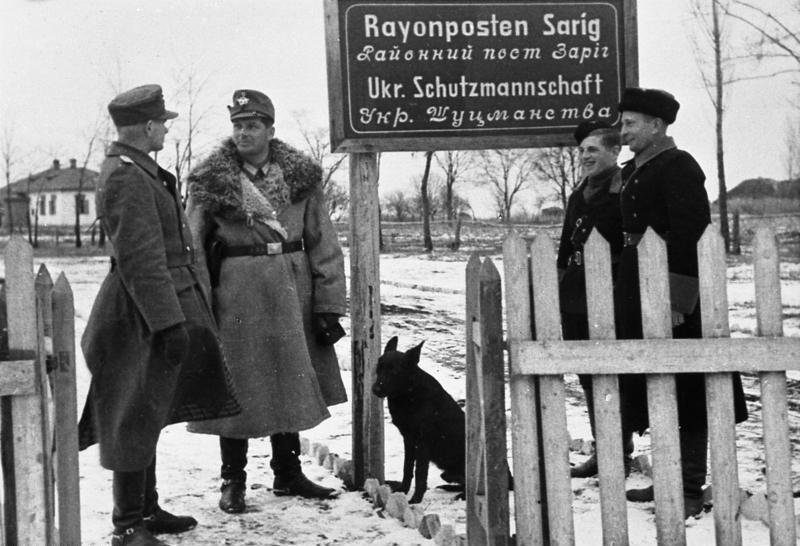
Officier de l'Ordnungspolizei (au centre de face) visitant une unité de la Schutzmannschaft à Zarig, près de Kiev, décembre 1942. L'officier allemand de la Schutzmannschaft (à gauche de profil) lui présente le poste de garde composé de deux Ukrainiens (en noir à droite derrière le chien).

Les Schutzmannschaften-batallione (littéralement en allemand : bataillons d’équipes de protection) ou Hilfspolizei (police auxiliaire) étaient constitués de douze bataillons de milice lituaniens, estoniens, lettons, biélorusses, ukrainiens et du bataillon no 202 polonais (le 13e). Ils furent créés, pendant la Seconde Guerre mondiale, par les SS pour lutter contre la résistance dans les pays occupés par l'Allemagne nazie en Europe de l'Est et pour les assister dans les massacres de masse de Juifs lors de la Shoah par balles.
Ils étaient couramment surnommés « Polizei » par la population soviétique.

## Organisation
Chaque bataillon comprenait une unité de commandement et quatre compagnies de 124 hommes chacune, composées d’un peloton de mitrailleuses et de trois pelotons d'infanterie.

## Uniformes
L'uniforme était composé d’un calot, d’une vareuse, d’un pantalon noir et de bottes. Un écusson de nationalité figurait sur la manche droite.

## Armement
Les Schutzmannschaften furent armés de fusils soviétiques Mosin Nagant 91/30.

## Grades des Schutzmannschaften
- Kapitan : SS-Hauptsturmführer généralement allemand issu de la SS
- Starschy Leitnant : SS-Obersturmführer
- Leitnant : SS-Untersturmführer
- Kompanie-Feldwebel : SS-Hauptscharführer
- Vize-Feldwebel : SS-Oberscharführer
- Korporal : SS-Scharführer
- Vize-Korporal : SS-Rottenführer
- Unter-Korporal : SS-Sturmmann
- Schutzmann : SS-Schütze